# NGC 4101
NGC 4101 (również PGC 38373 lub UGC 7093) – galaktyka spiralna (S0-a), znajdująca się w gwiazdozbiorze Warkocza Bereniki. Odkrył ją William Herschel 6 kwietnia 1785 roku.